# پازل چینی
پازل چینی (به انگلیسی: Chinese Puzzle) فیلمی محصول سال ۲۰۱۳ و به کارگردانی سدریک کلاپیش است. در این فیلم بازیگرانی همچون رومن دوریس، اودره توتو، کلی رایلی، سسیل دو فرانس، ساندریان هالت، بنوآ ژکو، دومینیک بسنئار، زین‌الدین سوآلم، پیتر هرمن، جیسون کراویتز، آدریان مارتینز، کیان خجندی ایفای نقش کرده‌اند.